# Monte (Enna)
Monte è un quartiere di Enna alta.

## Edifici storici
Tra i monumenti più noti del quartiere Monte vi sono la torre di Federico II, di epoca medievale e il santuario di Papardura, al cui interno sono conservati affreschi del pittore fiammingo Borremans, stucchi palermitani, quadri di epoca Barocca, statue ed altre decorazioni.
La chiesa e il convento di Montesalvo si trovano su uno sperone roccioso; qui sosta per due settimane l'anno la statua denominata Maria SS. della Visitazione che vi è portata in processione in occasione della festa patronale del 2 luglio.
Accanto alla chiesa di Montesalvo vi sono un obelisco e un'antica stele che indica il centro geografico della Sicilia.
A monte si trova anche la porta di Janniscuru, l'unica sopravvissuta delle 6 antiche porte della città, la quale è stata oggetto di restauro.